# William Penn

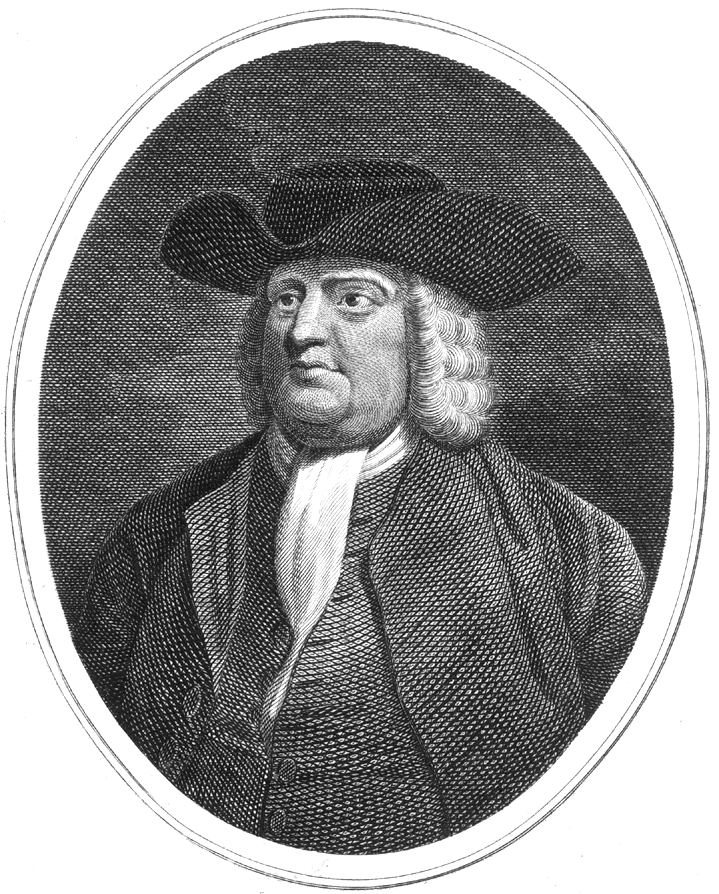

William Penn (* 14. Oktober 1644 in London; † 30. Juli 1718 in Ruscombe, Berkshire) gründete die Kolonie Pennsylvania im Gebiet der heutigen USA. 1693 verfasste er den Essay towards the Present and Future Peace of Europe.

## Leben

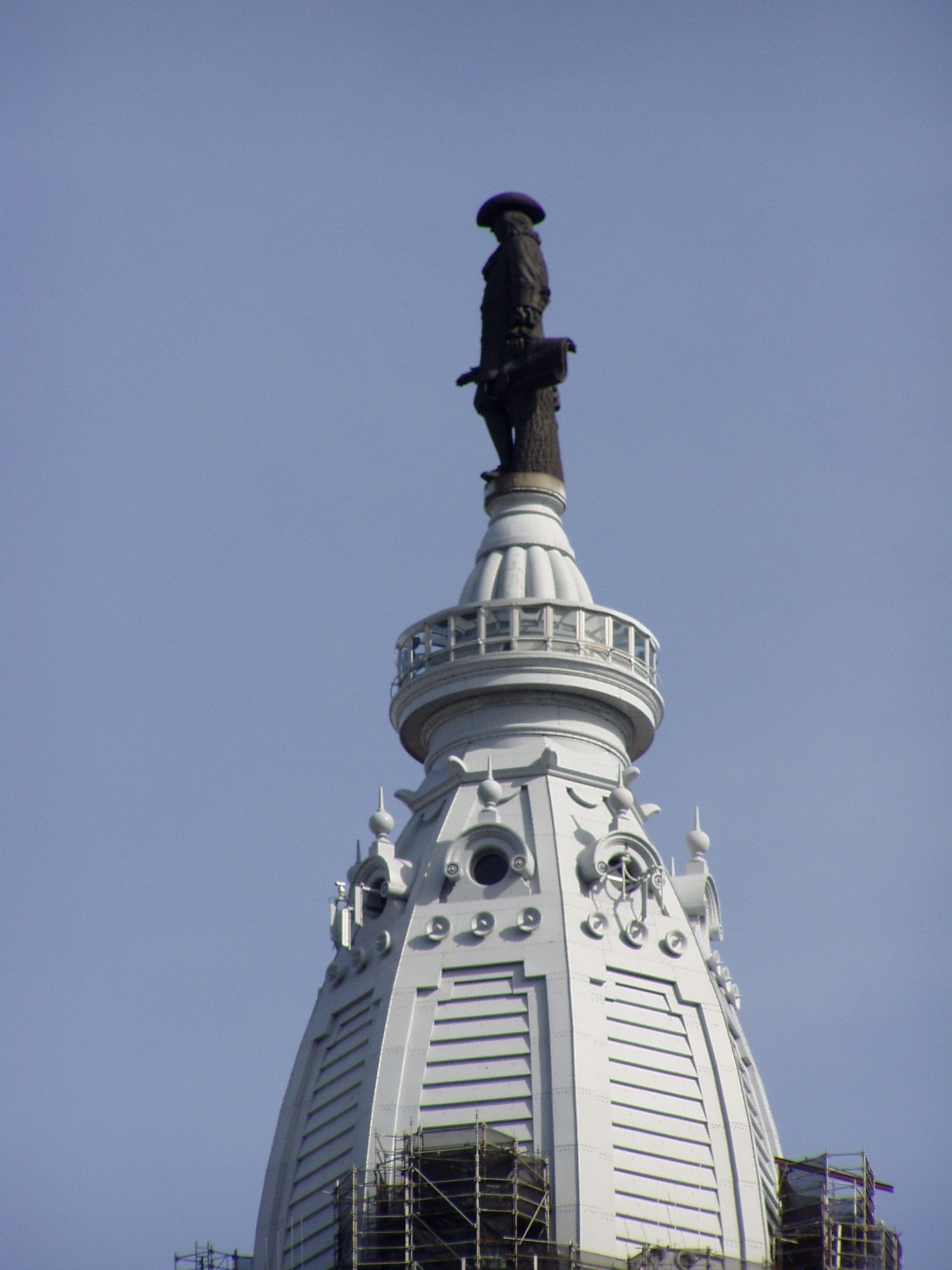
William-Penn-Statue von Alexander Milne Calder auf dem Rathaus in Philadelphia.

Penn war ein Sohn des gleichnamigen Admirals Sir William Penn, der zu den reichsten und einflussreichsten Männern Englands gehörte, und dessen Frau Margaret, der Tochter des reichen Kaufmanns John Jasper aus Rotterdam. Er wurde am 23. Oktober 1644 in der Church of Allhallows Barking-by-the-Tower getauft. Da sein Vater zur See fuhr, lebte er während dessen Abwesenheit mit seiner Mutter in Wanstead in Essex. Er besuchte eine Schule in Chigwell, die kurz zuvor vom Erzbischof von York gegründet worden war. Als er 11 Jahre alt war, waren seine zwei Geschwister Margaret und Richard hinzugekommen. Als der Vater zurückkehrte, wurde er verhaftet und ins Gefängnis gesteckt. Dies war ein einschneidendes Ereignis im Leben des Jungen, der in eine tiefe Melancholie verfiel. Als der Vater nach wenigen Tagen wieder freigelassen wurde und vorgab, seine politischen Aktivitäten einzustellen, die ihn ins Gefängnis gebracht hatten, zog die Familie nach Irland um und lebte mehrere Jahre auf dem Landgut, das ihm für treue Dienste geschenkt worden war. Der junge Penn wurde hier von einem Privatlehrer unterrichtet. Anschließend schickte ihn sein Vater 1659 auf die Universität nach Oxford. Er studierte danach in Frankreich protestantische Theologie und wurde unter anderem am Hof des französischen Königs Ludwig XIV. empfangen. Anschließend absolvierte er in London ein Jura-Studium und begann, die umfangreichen Besitzungen seiner Familie in England und Irland zu verwalten.

### Penn als Quäker
Nachdem Penn über London nach Irland zurückgekehrt war, kam er in der Nähe von Cork in Kontakt mit der Bewegung der Quäker und trat ihnen im Alter von 22 Jahren bei. Wegen seines Glaubens wurde er nach vergeblichen Versuchen seines Vaters, ihn davon abzuhalten, von diesem verstoßen und in England mehrmals gefangen genommen. Trotz des Zerwürfnisses mit dem Vater machte dieser zweimal seinen Einfluss geltend, um die Freilassung seines Sohnes zu erwirken. Am 16. September 1670 starb der Vater, kurz nachdem Penn ein zweites Mal freigelassen worden war. Vor seinem Tod versöhnten sich die beiden. 
Bald wurde Penn zu einem der bekanntesten und respektiertesten Sprecher der Quäker und heiratete 1672 die Quäkerin Guglielma Springett, mit der er drei Kinder hatte: Springett, William und Laetitia (auch „Letty“ genannt).
Der eingeschränkten Religionsfreiheit und mehrmaligen Inhaftierungen zum Trotz setzte Penn sein Auftreten als Quäker fort und setzte sich für religiöse Toleranz und politischen Liberalismus ein.

### Pennsylvania

Namenszeichen von Häuptling Tamanend

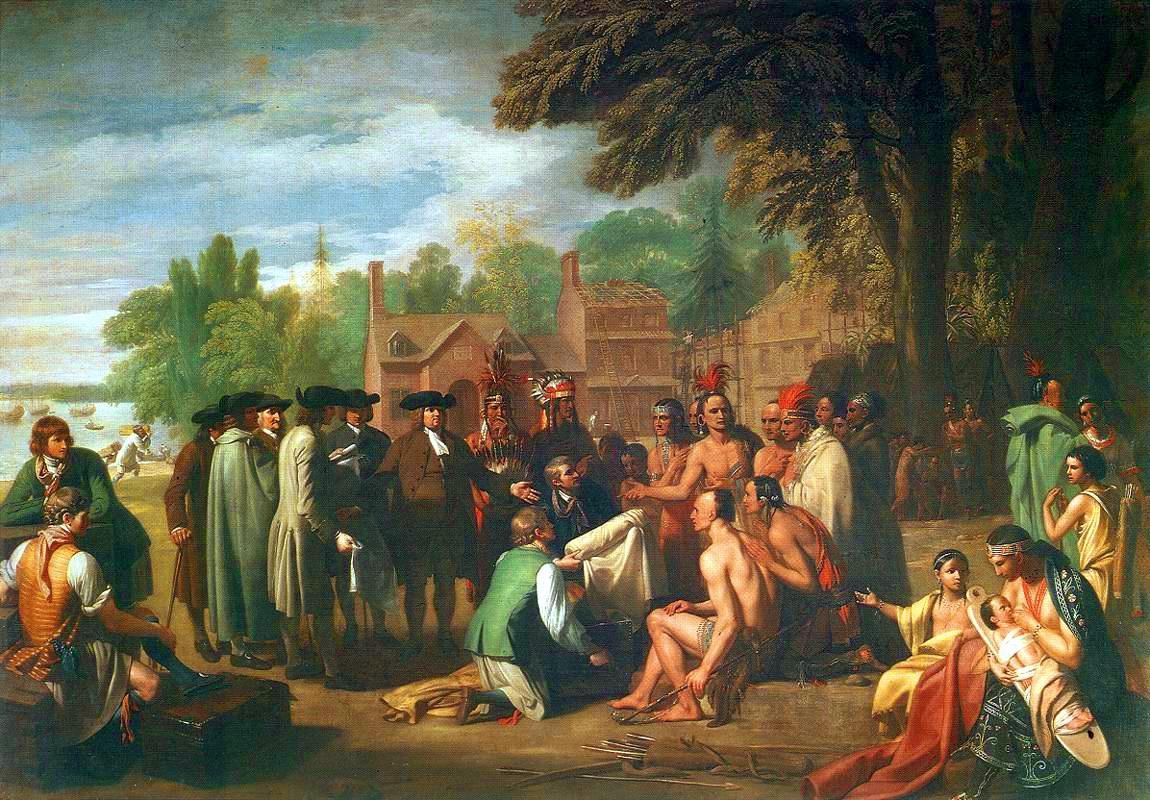
Vertragsverhandlung zwischen Penn und Indianern

In den 1670er Jahren entwickelte er ein Modell für eine neue Siedlung in Nordamerika. Hierzu reiste er 1671 und 1677 unter anderem auch nach Deutschland und warb für die Ansiedlung deutscher Kolonisten in Nordamerika. Nach dem Tod seines Vaters beglich König Karl II. im Jahre 1681 eine größere Geldschuld, indem er Penn ein riesiges Gebiet in der nordamerikanischen Wildnis vermachte und ihn zum dortigen Gouverneur ernannte. 
Penn wollte die Kolonie „New Wales“ nennen. Als das von der britischen Krone abgelehnt wurde, schlug er als Name „Sylvania“ vor. Karl II. verfügte dann den endgültigen Namen Pennsylvania als Ehrung für Admiral Sir William Penn. Das Gebiet umfasste die beiden heutigen US-Bundesstaaten Pennsylvania und Delaware. Im September 1682 begann er in Deal auf der Welcome seine Überfahrt in die Neue Welt. Er kam am 27. Oktober dort an und begegnete erstmals dem „Roten Mann“, da bei seiner Ankunft auch der Häuptling der Lenni Lenape mit einer Gruppe seines Stammes zugegen war. Noch im gleichen Jahr gründete Penn die Hauptstadt Philadelphia, die damit zu den ältesten Städten der USA zählt.
„The Great Treaty“ wurde im Juni 1683 unter der Großen Ulme von Schakamaxon unterzeichnet.
Der Name des Häuptlings Tamanend (Tammany) erschien zum ersten Mal auf einem Vertrag vom 23. Juni 1683, als er sein Zeichen unter die Urkunde setzte, mit der er William Penn zum Besitzer machte von

“all my Lands, Lying betwixt Pemmapecka and Nessaminehs Creeks and all along Nesheminehs Creeks *** for ye Consideration of so much Wampum, so many Guns, Shoes, Stockings, Looking-glasses, Blankets and other goods as he, ye sd William Penn shall please to give unto me.”

„All meine Ländereien, die zwischen den Flüssen Pemmapacka und Nessaminehs und alle entlang der Nesheminehs Flüsse *** für Ihre Gegenleistung von soviel Wampum-Perlen, so vielen Gewehren, Schuhen, Strümpfen, Spiegeln, Decken und anderen Waren, die Ihr besagter William Penn mir zukommen lassen werdet.“

Am 25. Juni 1683 erscheint das Namenszeichen „Tammany“ gemeinsam mit vier anderen Indianern als Zeugen unter einem weiteren Vertrag William Penns für

“Lands Lying on ye West side of ye Skolkill River beginning from ye first Falls of ye same all along upon ye sd River and Backward of ye same, so farr as my right goeth.”

Penn wagte das „heilige Experiment“, wie er es nannte, und setzte ein Regierungssystem in Kraft, das auf Brüderlichkeit und persönlicher Freiheit für Siedler und Indianer beruhte. Unter seinem Einfluss begann 1683 die Ansiedlung deutscher Auswanderer – fast alle waren Mennoniten, die später zum Quäkertum übertraten –, worunter sich auch die Familie seines Cousins Abraham Isacks op den Graeff befand, in Germantown, Pennsylvania, durch seinen Freund Franz Daniel Pastorius. Pennsylvania wurde zu einer Zufluchtsstätte für Angehörige religiöser Minderheiten, die in Europa verfolgt oder diskriminiert wurden, unter anderem Quäker, Hugenotten, Mennoniten, Amische, Schwarzenauer Brüder, Schwenckfelder, Böhmische Brüder, Juden, aber auch für Denominationen wie Lutheraner und Katholiken, die in anderen amerikanischen Kolonien kein volles Bürgerrecht hatten und daher von dort vertrieben wurden.
Mit seinem ungewöhnlich liberalen Wahlrecht und der vollen Religionsfreiheit war Penns System seiner Zeit weit voraus. Aufgrund der Tatsache, dass Penn die Indianer vor Alkohol und ausbeuterischen Weißen schützte und sich strikt an die Landabtretungsverträge hielt, blieb Pennsylvania von indianischen Überfällen verschont. Penn hatte intensiven Kontakt mit den benachbarten indianischen Ethnien (wie den Lenni Lenape oder den Irokesen) und sprach ihre Sprachen.

### Sklaverei
Penn sah kein moralisches Problem darin, Sklaven zu besitzen. Er selbst besaß männliche und weibliche Sklaven, die er gelegentlich auch verkaufte. Die Ankunft von Sklavenschiffen in seiner Kolonie soll er ausdrücklich begrüßt haben.

### Weiteres Schicksal in England
Insgesamt verbrachte Penn nur wenige Jahre in Pennsylvania. Die meiste Zeit setzte er sich in England für sein „heiliges Experiment“ ein, das immer wieder stark gefährdet war. Zudem musste er sich in England um seine Familie kümmern. Seine Frau Guglielma starb 1693 nach langer Krankheit. Sein ältester Sohn Springett starb am 10. Februar 1696, ebenfalls nach langer Krankheit. Noch im gleichen Jahr heiratete Penn ein zweites Mal. Mit seiner zweiten Frau, Hannah Callowhill, hatte er in der Folge sechs Kinder.
Obwohl Pennsylvania rasch zu einer reichen Kolonie wurde, verdiente Penn kaum etwas daran. Von seinem finanziellen Verwalter Philip Ford betrogen, verschuldete er sich so stark, dass er einige Zeit ins Schuldgefängnis musste. Der nachfolgende Prozess gegen Ford kostete ihn viel Kraft. Er erlitt drei Schlaganfälle, die ihn gesundheitlich sehr schwächten. Enttäuscht und verbittert starb William Penn im Jahre 1718. Er liegt in Jordans, Buckinghamshire, begraben.

## Literarisches Wirken
Zahlreiche Schriften Penns wurden ins Deutsche übersetzt und erreichten hohe Auflagen. Er war damit in Deutschland populärer als George Fox, der weithin als der Gründer des Quäkertums gilt. Auch fand Penns Werk mehr Anklang als die sehr bekannte Apologie von Robert Barclay.
Während des Aufenthalts 1668 im Tower zu London verfasste er sein Werk No Cross No Crown. Dieses Werk wurde schon früh in mehrere Sprachen übersetzt, die Übersetzung ins Deutsche erfolgte erst 1827. In dem Werk behandelt er alle wichtigen Grundsätze der damals neuen Bewegung. Er erläutert und verteidigt das eigentümliche Verhalten der Quäker und versucht, das Quäkertum als das wahre Urchristentum auszuweisen. In zum Teil polemischer Weise greift Penn die etablierten Kirchen und ihre Anhänger als unglaubwürdig an.
- Forderung der Christenheit vors Gericht
- Eine Freundliche Heimsuchung in der Liebe Gottes, welche die Welt überwindet
- Kurze Nachricht von der Entstehung und dem Fortgang der christlichen Gesellschaft der Freunde die man Quäker nennt
- Zärtlicher Rath und Zärtlicher Besuch in der Liebe Gottes
- Wiederherstellung des ersten Christentums
- Schlüssel zu den Grundsätzen
- Früchte der Einsamkeit
- Ohne Kreuz keine Krone. Georg Uslar, Pyrmont 1826 (Volltext [Wikisource] oder gdz.sub.uni-goettingen.de Originaltitel No Cross No Crown).

## Essay towards the Present and Future Peace of Europe

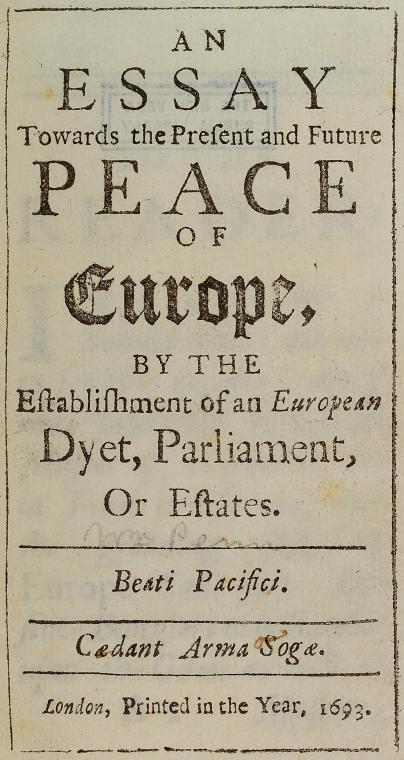
Titelblatt des Europa-Essays von 1693

Penns Plan einer europäischen Einigung entstand in London während der politisch unsicheren und gespannten Phase der Jahre 1691 bis 1693. Sein Essay, in dem er schilderte, weshalb er sich für die Sicherung des Friedens in Europa einsetzte, erreichte vier Auflagen (1693, 1693, 1696, 1702).
Der Friede diene der Sicherung des Besitzstandes, dem freien Handel, der Ansiedlung von Industrie und dem allgemeinen wirtschaftlichen Aufschwung, während der Krieg neben Tod, Gräuel und Verelendung vor allem die Gier und Hamsterei der Wohlhabenden verstärke, den Armen ein Leben als Soldaten oder Dieben aufzwinge und keinerlei volkswirtschaftlichen Nutzen bringe. Zwischen den Parteien sollten die Rechte und Pflichten durch Gesetze definiert und bewahrt werden. Er machte sich Gedanken zur Einrichtung eines Parlaments oder eines Staatenbundes auf europäischer Ebene, zu Rechtstiteln und Fragen der Präsidentschaft und der Repräsentation, des Stimm- und Wahlverhaltens, der Anwesenheits- und Vertretungspflicht sowie mögliche Straf- und Sanktionsmaßnahmen.
Penn verwies auf die blutigen Geschehnisse, die sich seit 1688 in Ungarn, Flandern, England, Irland oder zur See abgespielt hätten und bekräftigte, dass künftigen Verhinderung solcher Tragödien ein europaweiter Frieden vonnöten sei. Er schlug für die Zusammensetzung einer General- oder Staatenversammlung folgende Verteilung vor:
- Heilige Römische Reich 12
- Frankreich und Spanien je 10
- Italien (ohne die Republik Venedig) 8
- England 6
- Schweden, Polen und die Generalstaaten je 4
- Dänemark, Portugal und die Republik Venedig je 3
- sowie die Schweizer Kantone, das Herzogtum Holstein und Kurland sowie kleinere Fürstentümer je 1 Stimme.

Sollten auch die Türken und Russen (Muscovites) als Mitglieder Aufnahme finden, so sah er für sie jeweils 10 Delegierte vor. Eine solche Zusammenkunft hätte nach Penns Ansicht „Europa“ als “the Best and wealthyest part of the known World” hervorgehoben.
Ideengeschichtlich markierte Penns Essay einen Meilenstein in der Geschichte der „Europapläne“, der – auch nach eigenen Angaben – eine enge Verknüpfung zu den Plänen von Heinrich IV. und dessen Weggefährten Maximilien de Béthune, duc de Sully aufweist und erstaunlich detailliert zahlreiche Errungenschaften des Nachkriegseuropas des 20. Jahrhunderts vorwegnahm.

## Nachleben
- Penns Gedenktag ist der 30. Juli im Evangelischen Namenkalender.[10]
- Eines der Wahrzeichen der Stadt Philadelphia ist die William Penn-Statue von Alexander Milne Calder, die 1894 auf der Spitze des Rathausdaches angebracht wurde und das Gebäude mit 167 m bis 1908 zum höchsten bewohnbaren der Welt machte.
- Im Jahr 1911 wurde zu seinen Ehren von der New Yorker Pennsylvania Society in der Kirche All Hallows-by-the-Tower nahe seinem Geburtshaus eine Gedenktafel angebracht.[11] Sein Vater hatte zudem 1666 die Kirche bei dem Großen Brand in London durch sein beherztes Eingreifen gerettet, indem er die umliegenden Gebäude von seinen Matrosen sprengen ließ.[12] Ursprünglich enthielt die Gedenktafel folgenden Text:

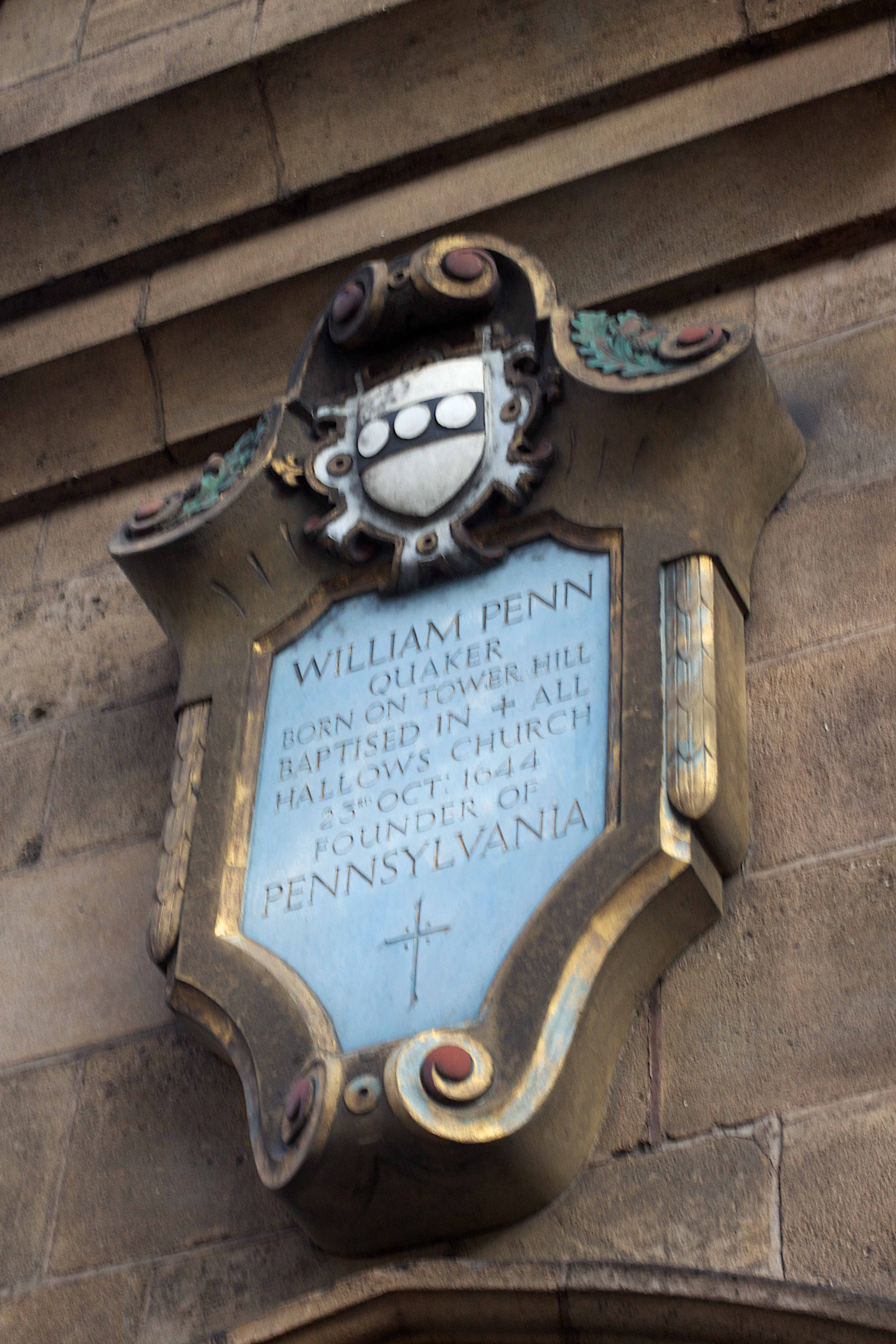
William Penn Memorial

- Penns Einfluss in Pennsylvania war noch über Generationen sehr deutlich spürbar. 1945 wurde eine Wohlfahrtsorganisation gegründet und nach ihm benannt (William Penn Foundation), die die Lebensqualität in der Region in und um Philadelphia in den Bereichen Kultur, Jugend und gemeinschaftliches Zusammenleben fördern soll bzw. will.
- Am 28. November 1984 erklärte der US-Präsident Ronald Reagan William Penn und seine zweite Frau, Hannah Callowhill Penn, postum zu Ehrenbürgern der USA.
- Ein von Freundschaft und Tod handelndes Zitat aus seinem Werk More Fruits of Solitude („Weitere Früchte der Einsamkeit“) ist eines der beiden Mottos des siebten Bandes der Harry-Potter-Reihe.
- Die US-amerikanische Schauspielerin Meryl Streep (* 22. Juni 1949) ist eine entfernte Nachfahrin William Penns.[13][14]

## Legende
Eine Legende, die immer mal wieder auftaucht, ist die, dass Penn den bekannten Quäker-Prediger George Fox gefragt haben soll, ob er sein Schwert tragen dürfe. Dieser soll gesagt haben „Trage dein Schwert, solange du kannst.“ Etwas später sollen sich die beiden wieder getroffen haben und Fox soll ihn gefragt haben, wo er – Penn – denn sein Schwert habe, worauf dieser geantwortet haben soll, dass er es nun nicht mehr tragen könne. Diese Geschichte ist eine freie Erfindung. Es handelt sich lediglich um eine – noch heute – populäre Legende unter Quäkern.